# 卡诺莎城堡

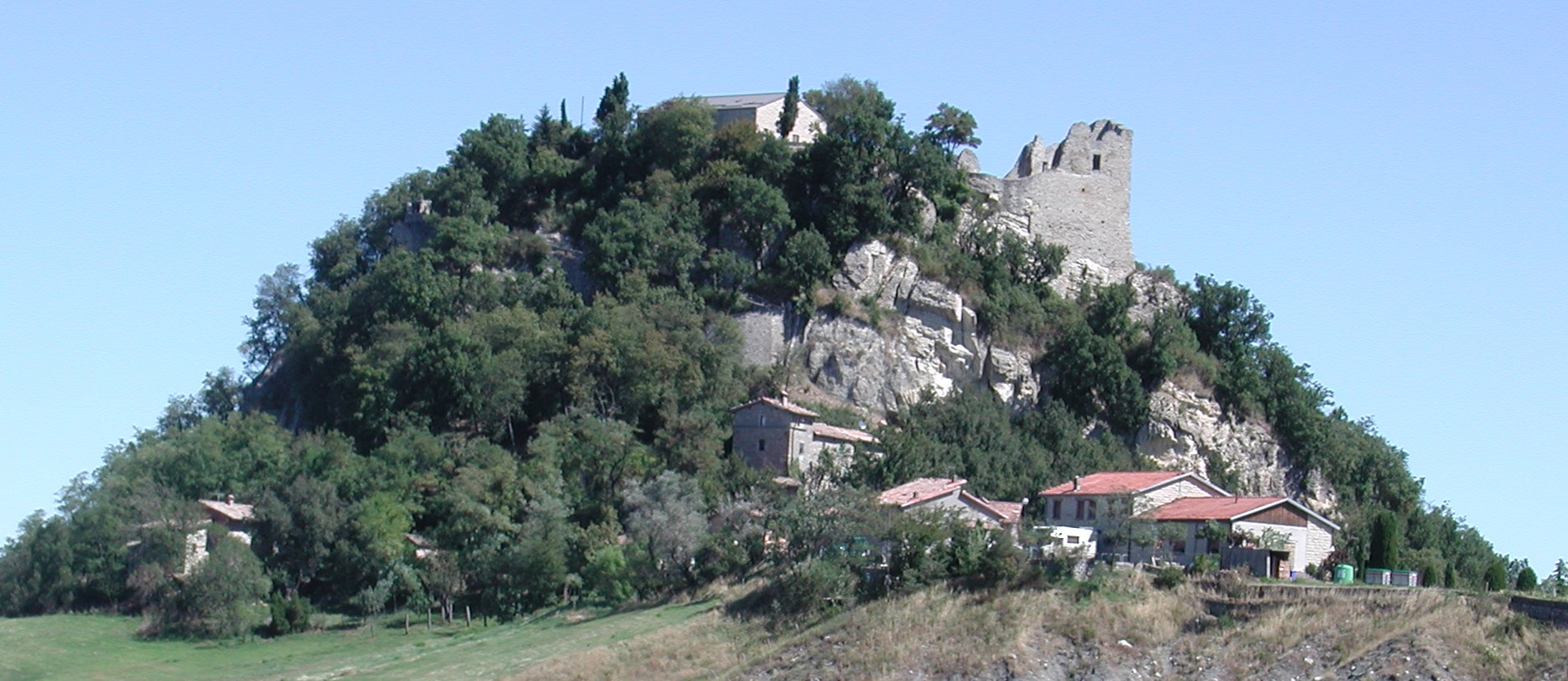
卡诺莎城堡废墟

卡诺莎城堡是意大利北部雷焦艾米利亞省卡诺莎的一座城堡，以神圣罗马帝国皇帝亨利四世的卡诺莎之行而著称。 

## 历史
这座城堡位于山顶，修建于约940年，修建者是一位伦巴底王子阿达尔贝托·阿托。城堡里除了阿达尔贝托的住所之外，还有一个有12位修士的本笃会修道院，还有圣Apollonio教堂。它由三道城墙加以保护，在下面两道城墙之间是军营和仆人的住所。
在中世纪，它是意大利最坚不可摧的城堡之一。950年，国王洛塞尔二世的遗孀阿德莱德来此避难；伊夫雷亚的贝伦加尔二世围攻她三年之久，仍未成功。 
11世纪，卡諾莎的瑪蒂爾達继承了城堡。她是教宗額我略七世的朋友。1077年，在叙任权斗争期间，神圣罗马帝国皇帝亨利四世从德国来此，恳求額我略七世的宽恕。玛蒂尔达安排她的土地在她死后（1115年），将赠给教会，但是她的继承人不接受这样的安排。
1255年，雷焦艾米利亞人摧毁了城堡和教堂。后来它归还卡诺莎家族。1321年 Giberto da Correggio 死后，它再次被雷焦占有，直到1402年，卡诺莎家族的西蒙内、圭多和阿尔贝托将其收回；然而，他们于1409年，将其割让给埃斯特家族。此后直到1796年，此城堡为埃斯特家族所拥有期间，只有在1557年短期属于帕尔马公爵奧塔維奧·法爾內塞。
1502年，费拉拉公爵埃尔科莱·德斯特一世任命诗人阿里奥斯托为堡主。他在这里居住六个月。1593年，卡诺莎作为封地封给了Rondinelli伯爵。1642年公爵弗朗西斯一世将其送给瓦伦蒂尼。后者在1796年被造反的当地居民驱逐，他们加入了雷焦共和国。 
该城堡后来归还给瓦伦蒂尼，1878年由意大利国家收购，被宣布为国家历史文物。
44°34′33.6″N 10°27′21.6″E / 44.576000°N 10.456000°E